# پلنتروالد
پلنتروالد (به آلمانی: Berlin-Plänterwald) یک منطقهٔ مسکونی در آلمان است که در Treptow-Köpenick واقع شده‌است. پلنتروالد ۱۰٬۶۱۸ نفر جمعیت دارد.